# أسامي سيتو
أسامي سيتو (瀬戸麻沙美 سيتو أسامي) هي مؤدية أصوات يابانية ولدت في 2 أبريل 1993 في محافظة سايتاما.

## أدوارها في الأنمي

### مسلسلات أنمي تلفزيونية
- أكاديمية ستيلا للفتيات قسم الثانوية نادي C3 - رين هارونا
- ماغي: The Kingdom of Magic - لي سيشون
- لاغرانج زهرة الريني - لان
- نحن ما زلنا لا نعرف اسم الزهرة التي رأيناها ذلك اليوم - يوكيأتسو (أيام الطفولة)
- الإبن المتجول - يوشينو تاكاتسوكي
- فيت/زيرو - كوتوني
- تاري تاري - كوناتسو مياموتو
- فالفريف الثوري - شوكو ساشينامي
- سترايك ذا بلاد - أساغي آيبا
- سنكي زيشو سيمفوجير - آوي توموساتو
- سنكي زيشّو سيمفوجير G - آوي توموساتو
- سنكي زيشّو سيمفوجير GX - آوي توموساتو
- سنكي زيشّو سيمفوجير AXZ - آوي توموساتو
- سنكي زيشّو سيمفوجير XV - آوي توموساتو
- حرب السحر - كورومي إيسوشيما
- آيكاتسو - رايتشي هوشيميا
- سيليكتور إنفكتد ويكروس - إيونا أورازوي
- سيليكتور سبريد ويكروس - إيونا/يوكي
- ديث باريد - ذات الشعر الأسود
- بونغو ستراي دوغز - إيتشيو هيغوتشي
- تشيهايافورو - تشيهايا أياسي
- تشيهايافورو 2 - تشيهايا أياسي
- تشيهايافورو 3 - تشيهايا أياسي
- شوكوغكي نو سوما - ميوكو هوجو
- شوكوغكي نو سوما: الطبق الثاني - ميوكو هوجو
- شوكوغكي نو سوما: الطبق الثالث - ميوكو هوجو
- حارسات التوجي - يوكاري أوريغامي
- كوكوكو - شوكو ماجيما
- فتيات الموسيقى - إيري كوماغاي
- المشاغب لا يحلم عن فتاة الأرنب سينباي - ماي ساكوراجيما
- نهوض بطل الدرع - رافتاليا
- فيلق كوتوبوكي الجوي في البرية - ليونا
- شارلوت - ميدوكي
- هايكيو!! - يوي ميتشيميا
- هايكيو!! الموسم الثاني - يوي ميتشيميا
- هايكيو!! ثانوية كاراسونو في مواجهة أكاديمية شيراتوريزاوا - يوي ميتشيميا
- جوجوتسو كايسن - نوبارا كوغيساكي
- نو غانز لايف - روزا مكماهون
- فينا: أميرة القراصنة - فينا هاوتمان

### أنمي الإنترنت
- بي البداية - ليلي هوشينا
- بي البداية: الخلافة - ليلي هوشينا
- مونستر سترايك - إيزانامي

### أفلام أنمي
- سلسلة أفلام كود غياس: أكيتو المنفي
  - كود غياس: أكيتو المنفي: الفصل الأول «وصول التنين» - فيريري بالترو
- سيليكتور دستراكتد ويكروس - إيونا أورازوي
- بوبين Q - إيسومي كوميناتو
- المشاغب لا يحلم عن الفتاة الحالمة - ماي ساكوراجيما
- إندكس معينة خاصة بالسحر: معجزة إنديميون - ماري سبيرهيد

## أدوارها في ألعاب الفيديو
- شاينينغ ريزونانس - سونيا بلانش
- بليد آركوس فروم شاينينغ - سونيا بلانش
- طوكيو ميراج سيشنز شارب إف إي - «تيكي هي زوجتي»
- سكارلت نكسس - كاساني راندال

## أدوارها في الدبلجة اليابانية
- غلي - ماديسون مكارثي
- كارمن ساندييغو - كارمن ساندييغو

## وصلات خارجية
- أسامي سيتو على موقع IMDb (الإنجليزية)
- أسامي سيتو على موقع ميتاكريتيك (الإنجليزية)
- أسامي سيتو على موقع روتن توميتوز (الإنجليزية)
- أسامي سيتو على موقع ميوزك برينز (الإنجليزية)
- أسامي سيتو على موقع أول موفي (الإنجليزية)
- أسامي سيتو على موقع ديسكوغز (الإنجليزية)
- أسامي سيتو على موقع قاعدة بيانات الفيلم (الإنجليزية)
- أسامي سيتو على موقع كينوبويسك (الروسية)
- أسامي سيتو على موقع ANN person (الإنجليزية)